# Potok Boruciński
Potok Boruciński (Sobkowina) – struga, lewy dopływ Trzemnej o długości 14,29 km i powierzchni zlewni 39,28 km². 
Źródła strugi znajdują się w okolicach Grudzielca. Potok Boruciński wpada na granicy Czechla i Kucharek do Trzemnej.